# Land Kleve
Das Land Kleve war der bedeutendste und flächenmäßig größte Distrikt des Herzogtums Kleve. Er umfasste die linksrheinischen Teile des Territoriums mit Ausnahme des Landes Kranenburg, des Landes Linn (1392 zum Erzstift Köln), Orsoys sowie des Reichswaldes (klevisch seit 1429), Genneps (klevisch seit 1424/42) und des Amtes Goch (klevisch seit 1473).

## Entstehung
Im linksrheinischen Raum war die Dichte der Herrschaftsrechte der Grafen von Kleve besonders groß. Hier gründeten sie seit der Mitte des 13. Jahrhunderts die Städte Kleve, Kalkar, Grieth, Büderich, Sonsbeck, Uedem und Griethausen. Zur Regierungszeit der Grafen Dietrich VII./IX. (1310/11-47) und Johann (1347–68) wurde dieser Raum administrativ zusammengefasst. Seit 1347 sind Drosten als Verwalter dieses Gebiets sicher belegt. In einer Urkunde von 1384 heißt es, dass sich das Land Kleve zwischen Drüpt und Nütterden erstrecke.

## Gliederung
Das Land Kleve war administrativ in mehrere Richterämter untergliedert. Gegen Ende des 15. Jahrhunderts bestand es aus den Richterämtern Kleve (mit Hau, Rindern und Donsbrüggen), Kleverhamm (mit Kellen, Brienen, Qualburg, Till, Warbeyen, Huisberden und Griethausen), Grieth/Wissel, Altkalkar (mit Hanselaer, Wisselward, Appeldorn, Vynen und Obermörmter), Sonsbeck, Schravelen (mit Winnekendonk und Kervenheim), Uedem (mit Keppeln), Winnenthal (mit Birten und Veen), Büderich (mit Ginderich und Borth) und Xanten (mit Niedermörmter und Hönnepel).